# San Diego Open 1991
Il San Diego Open 1991 è stato un torneo di tennis giocato sul cemento. 
È stata la 13ª edizione del torneo di San Diego, che fa parte della categoria Tier III nell'ambito del WTA Tour 1991
Si è giocato a San Diego negli USA dal 29 luglio al 5 agosto 1991.

## Campionesse

### Singolare
Jennifer Capriati ha battuto in finale  Monica Seles con il punteggio di 4–6, 6–1, 7–6(2)

### Doppio
Jill Hetherington /  Kathy Rinaldi hanno battuto in finale  Gigi Fernández /  Nathalie Tauziat con il punteggio di 6–4, 3–6, 6–2